# Quvenzhané Wallis
Quvenzhané Wallis ([kua-VEN-ya-nei]; Luisiana, 28 de agosto de 2003) es una actriz estadounidense conocida por el personaje Hushpuppy en la película de drama y fantasía Una niña maravillosa del año 2012. Su interpretación le ha valido 
múltiples reconocimientos por parte de la crítica y la prensa especializada. Se convirtió en la actriz más joven en obtener una nominación al Óscar como mejor actriz con tan solo nueve años de edad, en la 85.ª ceremonia realizada en 2013.
Según Guinness World Records, Quvenzhané Wallis apareció en el libro GWR 2014 como la actriz más joven en ser nominada a un Óscar y la primera persona nacida en el siglo XXI en recibir la nominación al Premio de la Academia.

## Filmografía
| Año  | Película                    | Papel            | Notas                 |
| ---- | --------------------------- | ---------------- | --------------------- |
| 2012 | Beasts of the Southern Wild | Hushpuppy        | Debut cinematográfico |
| 2013 | Boneshaker                  | Blessing         | Cortometraje          |
| 2013 | 12 Years a Slave            | Margaret Northup |                       |
| 2014 | Annie                       | Annie            |                       |
| 2014 | The Prophet                 | Almitra          |                       |
| 2015 | De padres a hijas           | Lucy             |                       |
| 2016 | Lemonade                    | Ella misma       |                       |
| 2016 | Trolls                      | Harper           |                       |
| 2019 | Black-ish                   | Krya             | 5 episodios           |
| 2024 | Breathe                     | Zora             |                       |

## Premios y distinciones
Premios Óscar
| Año  | Categoría    | Película                    | Resultado |
| ---- | ------------ | --------------------------- | --------- |
| 2013 | Mejor actriz | Beasts of the Southern Wild | Nominada  |

| Premio                                    | Categoría                                      | Película                    | Resultado | Ref(s) |
| ----------------------------------------- | ---------------------------------------------- | --------------------------- | --------- | ------ |
| Premios Saturn                            | Mejor Actuación de Joven Actor/Actriz          | Beasts of the Southern Wild | Nominada  | [ 4 ]  |
| Critics' Choice Awards                    | Mejor Actuación en una Película - Actriz Joven | Beasts of the Southern Wild | Ganadora  | [ 5 ]  |
| Premios Satellite                         | Mejor Nuevo Talento                            | Beasts of the Southern Wild | Ganadora  | [ 6 ]  |
| Premios Independent Spirit                | Mejor Actriz                                   | Beasts of the Southern Wild | Nominada  | [ 7 ]  |
| Premios Gotham                            | Mejor Actriz Revelación                        | Beasts of the Southern Wild | Nominada  | [ 8 ]  |
| Broadcast Film Critics Association Awards | Mejor Joven Actor/Actriz                       | Beasts of the Southern Wild | Ganadora  | [ 9 ]  |
| Broadcast Film Critics Association Awards | Mejor actriz                                   | Beasts of the Southern Wild | Nominada  | [ 9 ]  |